# Morales de Rey
Morales de Rey település Spanyolországban,  Zamora tartományban. Morales de Rey Quiruelas de Vidriales, Quintanilla de Urz, Santa María de la Vega, Fresno de la Polvorosa, Pobladura del Valle, La Torre del Valle, Villabrázaro és Manganeses de la Polvorosa községekkel határos. Lakosainak száma 517 fő (2024).

## Népesség
A település népessége az utóbbi években az alábbiak szerint változott:
| Lakosok száma | 751  | 714  | 702  | 684  | 669  | 636  | 582  | 577  | 556  | 517  |
|               | 2001 | 2004 | 2007 | 2009 | 2012 | 2014 | 2017 | 2019 | 2022 | 2024 |